# Gryllotalpa major
Gryllotalpa major är en insektsart som beskrevs av Henri Saussure 1874. Gryllotalpa major ingår i släktet Gryllotalpa och familjen mullvadssyrsor. IUCN kategoriserar arten globalt som otillräckligt studerad. Inga underarter finns listade i Catalogue of Life.